# Yolande Welimoum
Yolande Welimoum, geboren am 9. Oktober 1988, mit vollem Namen Yolande Marcelle Welimoum A Zintsem, ist eine kamerunische Regisseurin und Schauspielerin.
Yolande Welimoum studierte Theater und Filmkunst an der Universität von Yaoundé. 2010 begann sie zunächst eine Karriere als Schauspielerin im komischen Fach, bevor sie sich 2016 der Regie zuwandte.
Ihr 2016 erschienener Kurzfilm Heritage (dt. Erbe) greift das Problem der Diskriminierung von Frauen in Kamerun auf an dem Beispiel des Verbots für Frauen Haupterbin des Familienbesitzes zu werden. Der Film wurde mehrfach ausgezeichnet, so etwa auf dem Festival Ecrans Noirs in Yaoundé mit dem zweiten Platz in der Kategorie „Geschlecht in Aktion“. Dieser Preis wird in Zusammenarbeit mit der Gesellschaft für internationale Zusammenarbeit verliehen. 2017 gewann der Film auf dem vom Goethe-Institut geförderten Kurzfilmfestival Rencontres internationales de film court (RIFIC) in Yaoundé den ersten Preis. Zuletzt wurde der Film im April 2021 auf dem Festival Panafricain de Films mit dem Grand prix de la critique cinématographique ausgezeichnet. Ein weiterer ihrer Kurzfilme, Djiguène (dt. Frau), beschäftigt sich mit den Einschränkungen, die die traditionelle Rolle der Frau im Senegal mit sich bringt.